# 17-й истребительный авиационный полк (1-го формирования)
Во время Великой Отечественной войны в боевых действиях принимали участие три истребительных полка под номером 17.
17-й истребительный авиационный ордена Суворова полк — воинское подразделение Вооружённых сил СССР в Великой Отечественной войне, в Советско-японской войне и в Войне в Корее.

## История наименований
- 17-й истребительный авиационный полк[1];
- 17-й истребительный авиационный ордена Суворова полк[1];
- Войсковая часть (Полевая почта) 53854[1].

## История и боевой путь полка
Название «1-го формирования» в определённой степени условно: просто в 1941 году в ВВС РККА действовало два истребительных полка с одним и тем же номером. Можно предположить, что поскольку 17-й истребительный авиационный полк (2-го формирования) формировался в составе войск ПВО страны ему и был присвоен номер полка ПВО, в то время как в ВВС РККА существовал 17-й истребительный авиационный полк (1-го формирования) с этим номером — у различных родов войск была своя нумерация. 5 января 1942 года 17-й истребительный авиационный полк (2-го формирования) переименован в 485-й истребительный авиационный полк.
17 истребительный авиационный полк сформирован в апреле — мае 1938 года в Киевском Особом военном округе на аэродроме Скоморохи на самолётах И-16. Включен в состав 63-й авиабригады ВВС КОВО. С 17 по 28 сентября 1939 года полк в составе ВВС Украинского фронта участвовал в освобождении Западной Украины на самолётах И-16 и И-15бис. Совершено боевых вылетов — 280.

Истребителями И-15бис полк был вооружен с момента формирования

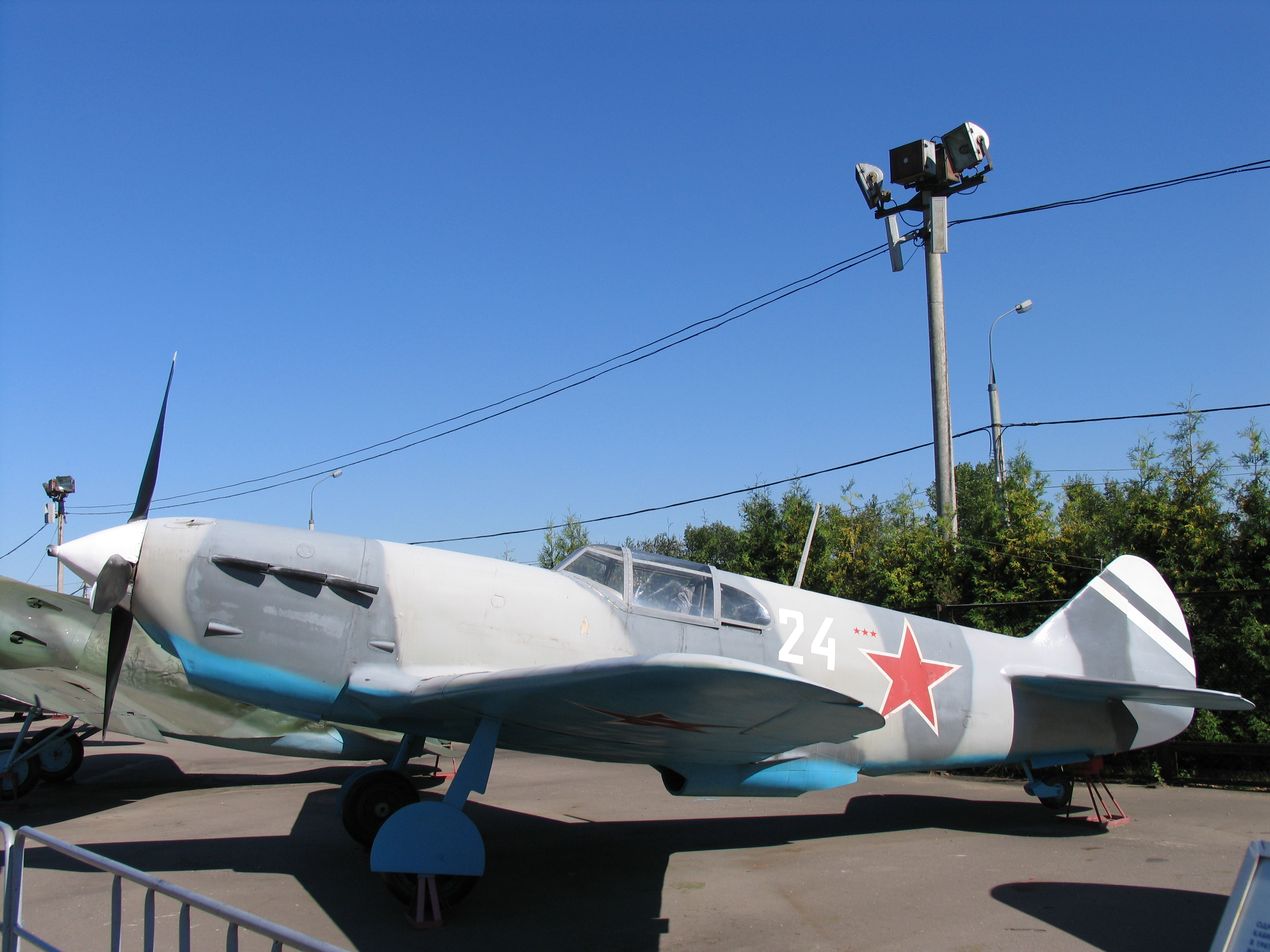
Истребители ЛаГГ-3 стояли на вооружении до 1 конца 1942 года

В октябре 1939 года полк перевооружен на истребители И-15бис и И-153 в Овруче.
С 28 июня по 9 июля 1940 года в составе ВВС 12-й армии Южного фронта принимал участие в освобождении Бессарабии на самолётах И-153 и И-15бис. В июле 1940 года вошел в состав 14-й смешанной авиадивизии ВВС КОВО.
Пункт дислокации: Любитов, Велицк, типы самолётов — И-16, И-153, количество боевых самолётов — 52/5, (знаменатель — в том числе неисправных самолётов), общее количество экипажей 50/47, (знаменатель — в том числе количество боеготовых экипажей, способных одновременно подняться в воздух для выполнения боевого задания в зависимости от наличия в авиационных полках исправных боевых самолётов и боеготовых экипажей): экипажи, подготовленные к боевым действиям, днём в простых метеоусловиях — 50, ночью в простых метеоусловиях — 40, днём в сложных метеоусловиях — 40.
К 22 июню 1941 года имел на вооружении 52 самолёта И-153 и И-16 (из них 5 самолётов неисправных). Перед началом войны полк базировался в Любитове (восточнее Ковеля), в мае перебазировался в Велицк (район станции Голобы) на лагерный летний период. Полк имел четырёхэскадрильный состав.
22 июню 1941 года в составе 14-й смешанной авиадивизии ВВС КОВО (с началом войны преобразованы в ВВС ЮгоЗападного фронта) вступил в боевые действия против фашистской Германии и её союзников на самолётах И-153 и И-16.
Одержаны первые известные воздушные победы полка в Отечественной войне: в групповых воздушных боях в районе Велицка летчиками полка сбито 3 немецких бомбардировщика Хе-111.
С первого дня войны до 03.07.41 г. действовал на Юго-Западном фронте в составе 14-й сад. В начале июля выведен в состав 11-й зиап на переформирование. В конце июля 1941 г. получил в Ростове-на-Дону ЛаГГ-3, которые использовал до декабря 1942 г. 10 августа 1941 года полк приступил к боевой работе в составе 16 истребительной авиадивизии ВВС Юго-Западного фронта на самолётах ЛаГГ-3. В сентябре 1941 года передан в состав 63-й сад ВВС Юго-Западного фронта. С 10 по 20 декабря 1941 года боевой работы не вел, занимался по плану учебно-боевой подготовки. 20 декабря 1941 года возобновил боевую работу на Юго-Западном фронте в составе ВВС 40-й армии.
12 мая 1942 года вошел в состав 205-й истребительной авиадивизии 2-й воздушной армии Брянского фронта. 4 июля 1942 года принял 12 ЛаГГ-3 от 165-го иап, убывающего в тыл на доукомплектование.
7 июля 1942 года вместе с 205-й иад полк передан в состав войск вновь образованного Воронежского фронта. В августе — сентябре 1942 года для восполнения потерь матчасти получил несколько самолётов Як-1 из 895-го иап, выбывающего на переформирование, и 4 американских истребителя «Аэрокобра». В октябре 1942 года вместе с 205-й иад 2-й ВА передан в состав войск Юго-Западного фронта. В декабре 1942 года выведен с фронта на доукомплектование и переучивание. С 3 января 1943 года по 31 января 1944 года находился в 22-й запасном истребительном авиационном полку ВВС Московского военного округа в Иваново, где переформирован по штату 015/364 и переучился на американские истребители Р-39 «Аэрокобра».
С 1 февраля 1944 года включен в состав 190-й истребительной авиадивизии 11-го истребительного авиакорпуса Резерва Ставки ВГК. С 3 июня 1944 года приступил к боевой работе в составе 190-й истребительной авиадивизии 11-го истребительного авиакорпуса 3-й воздушной армии 1-го Прибалтийского фронта на самолётах «Аэрокобра». С 25 февраля 1945 года в составе 190-й истребительной авиадивизии 11-го истребительного авиакорпуса 3-й воздушной армии вошел в Земландскую группу войск 3-го Белорусского фронта.
За образцовое выполнение боевых заданий командования в боях с немецкими захватчиками при овладении городом Клайпеда (Мемель) и проявленные при этом доблесть и мужество Указом Президиума ВС СССР от 5 апреля 1945 года полк награждён орденом Суворова III степени.
5 мая 1945 года полк в составе 190-й истребительной авиадивизии 11-го истребительного авиакорпуса передан в 15-ю воздушную армию Ленинградского фронта. 9 мая 1945 года полк исключен из действующей армии.
В июне-июле 1945 года полк в составе 190-й иад перебазировался в состав 12-й воздушной армии Забайкальского фронта с попутным перевооружением в 45-м запасном авиаполку Сибирского военного округа в Красноярскке на американские истребители Р-63 «Кингкобра». К началу войны с Японией полк имел в боевом составе 36 самолётов Р-63 «Кингкобра».

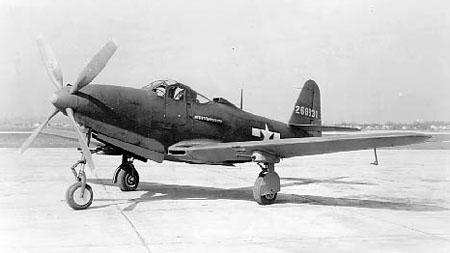
Истребителями Bell P-63 Kingcobra полк был вооружен для войны с Японией

В составе 190-й истребительной авиационной дивизии 12-й воздушной армии Забайкальского фронта принимал участие в советско-японской войне на самолётах Р-63 Кингкобра.
Результаты боевой работы:
- Совершено боевых вылетов — 78;
- Проведено воздушных боев — 1;
- Сбито самолётов противника — 1;
- Своих потерь нет.

После войны полк прожолжал входить в состав 190-й истребительной авиационной дивизии. 8 октября 1950 года полк передан в состав 303-й истребительной авиационной дивизии Приморского военного округа. 26 марта 1951 года полк в составе 303-й истребительной авиационной дивизии убыл в правительственную командировку в КНР.
С 28 мая 1951 года по 24 февраля 1952 года в составе 303-й истребительной авиационной дивизии 64-го истребительного авиакорпуса принимал участие в вооруженном конфликте на территории Кореи (на стороне КНДР) на самолётах МиГ-15.
Результаты боевой работы:
- Совершено боевых вылетов — 4226
- Проведено воздушных боев — 119
- Сбито самолётов сил ООН — 108
  - из них:
    - бомбардировщиков — 3

На истребителях МиГ-15 полк воевал в Корейской войне

    - истребителей-бомбардировщиков — 28
    - истребителей — 77
- Подбито самолётов сил ООН — 2
- Свои потери:
  - летчиков — 4 (из них 2 — небоевые потери);
  - самолётов — 10.

В марте 1952 года вместе с 303-й истребительной авиационной дивизией вернулся из правительственной командировки в состав 45-й воздушной армии Дальневосточного военного округа. В 1957 года передан в состав 190-й истребительной авиационной дивизии 45-й воздушной армии Дальневосточного военного округа. 1 июня 1959 года полк расформирован.

## В действующей армии
В составе действующей армии:
- с 22 июня 1941 года по 3 июля 1941 года
- с 10 августа 1941 года по 10 декабря 1941 года
- с 20 декабря 1941 года по 3 января 1943 года
- с 3 июня 1944 года по 9 мая 1945 года
- с 9 августа 1945 года по 3 сентября 1945 года

## Подчинение
| Дата          | ВВС фронта (округа)                   | ВВС армии           | Корпус | Дивизия   | Примечания                                           |
| ------------- | ------------------------------------- | ------------------- | ------ | --------- | ---------------------------------------------------- |
| 22.06.1941 г. | ВВС Киевского особого военного округа | ВВС 5-й армии       | -      | 14-я сад  | -                                                    |
| 03.07.1941 г. | ВВС Киевского особого военного округа | ВВС 5-й армии       | -      | 14-я сад  | -                                                    |
| 01.10.1941 г. | -                                     | -                   | -      | -         | на переформировании                                  |
| 01.11.1941 г. | -                                     | -                   | -      | -         | на переформировании                                  |
| 01.12.1941 г. | -                                     | -                   | -      | -         | на переформировании                                  |
| 20.12.1941 г. | Юго-Западный фронт                    | ВВС 40-й армии      | -      | -         | ЛаГГ-3                                               |
| 12.05.1942 г. | Брянский фронт                        | 2-я воздушная армия | -      | 205-я иад | ЛаГГ-3                                               |
| 04.07.1942 г. | Брянский фронт                        | 2-я воздушная армия | -      | 205-я иад | Принял 12 ЛаГГ-3 от 165-го иап                       |
| 07.07.1942 г. | Воронежский фронт                     | 2-я воздушная армия | -      | 205-я иад | ЛаГГ-3                                               |
| 01.10.1942 г. | Юго-Западный фронт                    | 2-я воздушная армия | -      | 205-я иад | ЛаГГ-3                                               |
| 01.12.1942 г. | -                                     | -                   | -      | -         | Выведен с фронта на доукомплектование и переучивание |

## Командиры
| Звание              | Имя                         | Период                  | Примечание             |
| ------------------- | --------------------------- | ----------------------- | ---------------------- |
| майор               | Матвеев Григорий Михайлович | 10.1941 — 23.05.1942    | погиб                  |
| майор               | Соколов Михаил Иванович     | 24.05.1942 — 15.11.1942 | погиб                  |
| майор               | Чалов Владимир Макарович    | 25.12.1942 — 15.05.1944 |                        |
| майор, подполковник | Мирошников Пётр Павлович    | 17.05.1944 — 31.12.1945 |                        |
| майор               | Сиротин, Вячеслав Фёдорович | 1946 — 07.08.1948       | погиб в авиакатастрофе |
| подполковник        | Чернышев Иван Алексеевич    | 16.12.1948 — ?          |                        |
| подполковник        | Паршиков Иван Семёнович     | ? — 18.04.1951          |                        |
| подполковник        | Пулов Григорий Иванович     | 19.04.1951 — 01.10.1953 |                        |

## Награды

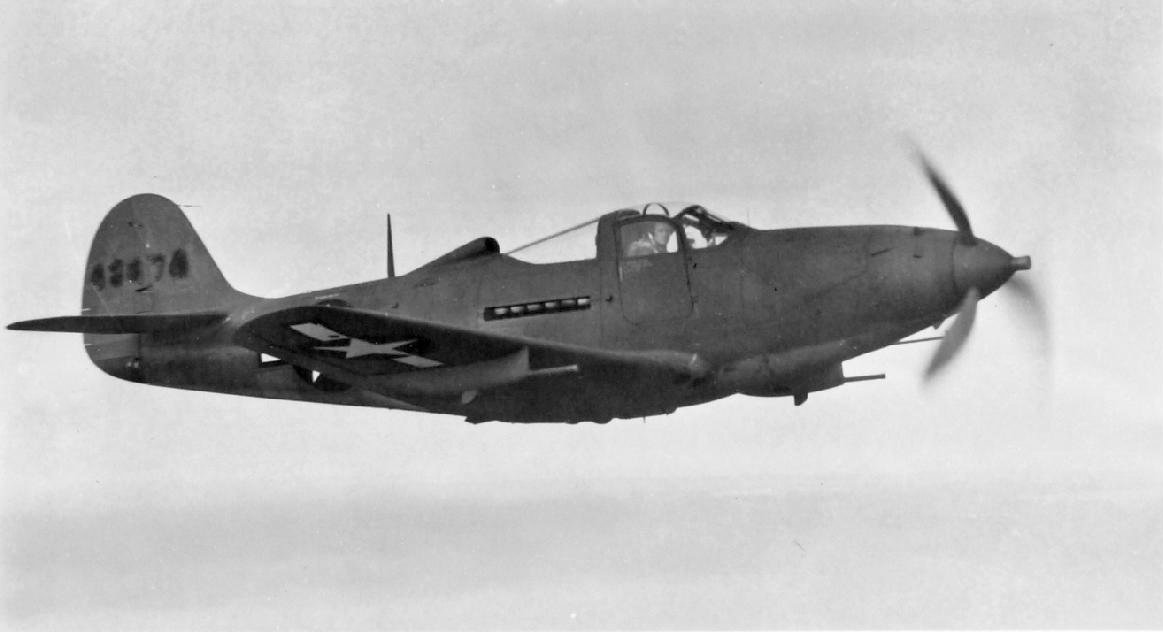
Р-39 Bell Аэрокобра

17-й истребительный авиационный полк за образцовое выполнение боевых заданий командования в боях с немецкими захватчиками при овладении городом Клайпеда (Мемель) и проявленные при этом доблесть и мужество Указом Президиума Верховного Совета СССР от 5 апреля 1945 года награждён орденом «Суворова III степени»

## Благодарности Верховного Главнокомандующего
Воинам полка (в составе дивизии) объявлена благодарность от Верховного Главнокомандующего:
- За овладение городом Полоцк[6]
- За овладение городом Елгава (Митава)[7].
- За прорыв обороны противника северо-западнее и юго-западнее города Шяуляй[8]
- За овладение городом и крепостью Кенигсберг[9]
- За овладение городом и крепостью Пиллау[10]
- За овладение главным городом Маньчжурии Чанчунь и городами Мукден, Цицикар, Жэхэ, Дайрэн, Порт-Артур[11]

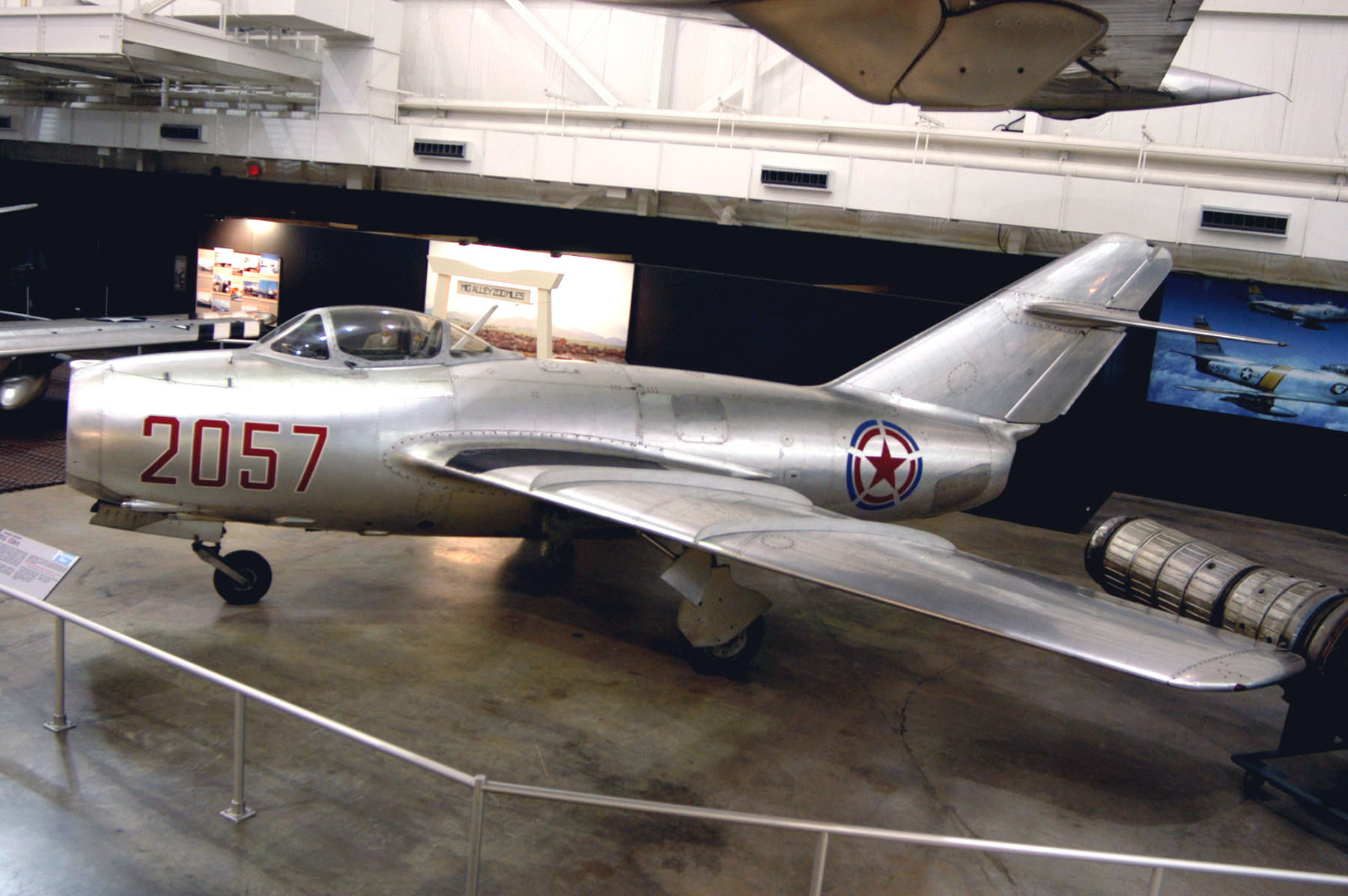
МиГ-15бис в американском музее. Самолёт имеет опознавательные знаки ВВС Северной Кореи.

## Отличившиеся воины полка
- Сиротин Вячеслав Фёдорович, капитан, начальник воздушно-стрелковой службы 17-го истребительного авиационного полка 190-й истребительной авиационной дивизии 11-го истребительного авиационного корпуса 3-й воздушной армии 23 февраля 1945 года удостоен звания Герой Советского Союза. Золотая Звезда № 4183
- Докашенко Николай Григорьевич, капитан, командир эскадрильи 17-го истребительного авиационного полка 303-й истребительной авиационной дивизии 64-го истребительного авиационного корпуса Указом Президиума Верховного Совета СССР от 22 апреля 1952 года удостоен звания Герой Советского Союза. Золотая Звезда № 10867.
- Новиков, Алексей Иванович, капитан, командир эскадрильи 17-го истребительного авиационного полка 205-й истребительной авиационной дивизии 4 февраля 1943 года удостоен звания Герой Советского Союза. Золотая Звезда № 782.
- Пономарёв Михаил Сергеевич, капитан, командир эскадрильи 17-го истребительного авиационного полка 303-й истребительной авиационной дивизии 64-го истребительного авиационного корпуса Указом Президиума Верховного Совета СССР от 22 апреля 1952 года удостоен звания Герой Советского Союза. Золотая Звезда № 9284
- Пулов Григорий Иванович, подполковник, командир 17-го истребительного авиационного полка 303-й истребительной авиационной дивизии 64-го истребительного авиационного корпуса Указом Президиума Верховного Совета СССР от 22 апреля 1952 года удостоен звания Герой Советского Союза. Золотая Звезда № 10858
- Сутягин Николай Васильевич, капитан, заместитель командира 17-го истребительного авиационного полка по лётной подготовке 303-й истребительной авиационной дивизии 64-го истребительного авиационного корпуса Указом Президиума Верховного Совета СССР от 22 апреля 1952 года удостоен звания Герой Советского Союза. Золотая Звезда № 9282

## Статистика боевых действий
Всего за годы Великой Отечественной войны полком:
| Выполнено боевых вылетов | Сбито самолётов в воздухе | Уничтожено самолётов всего |
| ------------------------ | ------------------------- | -------------------------- |
| 8054                     | 147                       | 161                        |

Свои потери:
| Потеряно самолётов, всего | Погибло лётчиков всего | Погибло лётчиков в воздушных боях | Не вернулись с боевого задания | Сбито огнём ЗА | Погибло в авиакатастрофах |
| ------------------------- | ---------------------- | --------------------------------- | ------------------------------ | -------------- | ------------------------- |
| 122                       | 37                     | 15                                | 12                             | 5              | 5                         |

Всего за годы Советско-японской войны полком:
| Выполнено боевых вылетов | Проведено воздушных боев | Сбито самолётов в воздухе |
| ------------------------ | ------------------------ | ------------------------- |
| 78                       | 1                        | 1                         |

Всего за годы Войны в Корее полком:
| Выполнено боевых вылетов | Проведено воздушных боев | Сбито самолётов сил ООН | Погибло лётчиков в воздушных боях | Потеряно самолётов |
| ------------------------ | ------------------------ | ----------------------- | --------------------------------- | ------------------ |
| 4226                     | 119                      | 108                     | 4                                 | 10                 |